# Lipowa (gmina)
Lipowa – gmina wiejska w województwie śląskim, w powiecie żywieckim.
Siedziba gminy to Lipowa.
Według danych z 31 grudnia 2024 gminę zamieszkiwało 10 766 osób.

## Historia
Jako gmina jednostkowa, Lipowa funkcjonowała do 31 lipca 1934; 1 sierpnia 1934 weszła w skład nowo utworzonej gmina Zabłocie w powiecie żywieckim w woj. krakowskim.
Gmina zbiorowa Lipowa (pod nazwą Amtsbezirk Lipowa) powstała po raz pierwszy pod od okupacją niemiecką w Polsce, 30 listopada 1940 z części obszaru zniesionej gminy gmina Zabłocie: Leśna (Bachwalde), Lipowa (Lindenhöfen), Ostre (Scharfenwalde), Sienna (Heugrund) i Słotwina (Kallenbach). Gmina należała do powiatu żywieckiego, który 26 października 1939 wcielono do III Rzeszy pod nazwą Landkreis Saybusch jako część rejencji katowickiej (Regierungsbezirk Kattowitz). 1 lipca 1941 gminę Lipowa zniesiono, a jej obszar włączono do gminy Łodygowice (Lodygowitz) w tymże powiecie.
Po wojnie anulowano zmiany administracyjne wprowadzone przez okupanta, przez co Lipowa powróciła do gminy Zabłocie.
Gmina Zabłocie została zniesiona 6 października 1954 wraz z reformą wprowadzającą gromady w miejsce gmin; utworzono wtedy gromadę Lipowa (składającą się z Lipowej, Ostrej i Słotwiny), z siedzibą w Lipowej. Gromadę Lipowa zasilono 31 grudnia 1961 o obszar zniesionej gromady Leśna (obejmującej wsie Leśna i Sienna oraz przysiółek Twardorzeczka). Gromada Lipowa przetrwała do końca 1972 roku, czyli do kolejnej reformy gminnej.
1 stycznia 1973 w powiecie żywieckim w woj. krakowskim utworzono zbiorową gminę Lipowa. Gmina złożyła się z 6 sołectw: Leśna, Lipowa, Ostre, Sienna, Słotwina i Twardorzeczka.
W latach 1975–1998 gmina położona była w województwie bielskim.
1 lipca 1986 do gminy Lipowa włączono część wsi Radziechowy – przysiółek o nazwie Twardorzeczka (82 ha) – z gminy Radziechowy-Wieprz.
Od 1 stycznia 1999 ponownie w powiecie żywieckim, tym razem w województwie śląskim.

## Struktura powierzchni
Według danych z roku 2002 gmina Lipowa ma obszar 58,08 km², w tym:
- użytki rolne: 41%
- użytki leśne: 52%

Gmina stanowi 5,58% powierzchni powiatu.

## Demografia

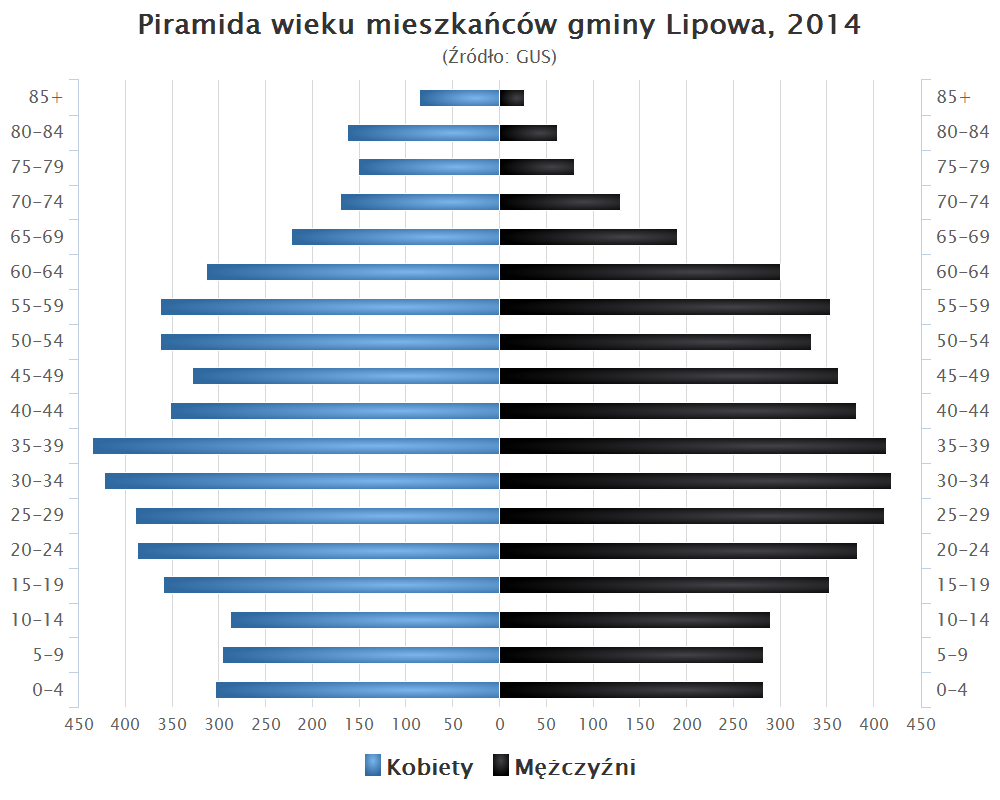
Piramida wieku mieszkańców gminy Lipowa w 2014 roku

Dane z 31 grudnia 2024
| Opis                              | Ogółem | Ogółem | Kobiety | Kobiety | Mężczyźni | Mężczyźni |
| --------------------------------- | ------ | ------ | ------- | ------- | --------- | --------- |
| jednostka                         | osób   | %      | osób    | %       | osób      | %         |
| populacja                         | 10766  | 100    | 5558    | 51,6    | 5218      | 48,4      |
| gęstość zaludnienia (mieszk./km²) | 185,4  | 185,4  | 95,7    | 95,7    | 89,8      | 89,8      |

## Sołectwa
| Sołectwo             | Powierzchnia | Ludność | Gęstość zaludnienia (os./km²) |
| -------------------- | ------------ | ------- | ----------------------------- |
| Lipowa (wieś gminna) | 4052         | 4966    | 109,9                         |
| Leśna                | 351          | 2134    | 593,4                         |
| Ostre                | 701          | 414     | 68,3                          |
| Sienna               | 200          | 960     | 208,3                         |
| Słotwina             | 270          | 814     | 254,3                         |
| Twardorzeczka        | 234          | 1488    | 635,9                         |

## Sąsiednie gminy
Buczkowice, Łodygowice, Radziechowy-Wieprz, Szczyrk, Wisła, Żywiec

## Miasta partnerskie
- Rakova